# Слідчий (фільм)
«Слідчий» (англ. Sleuth) — американський фільм Кеннета Брана за п'єсою Ентоні Шаффера, вийшов на екрани в 2007 році. Ремейк однойменного фільму Джозефа Манкевича 1972 року.
Світова прем'єр фільму відбулась 30 серпня 2007 року на Венеційському кінофестивалі. У прокат стрічка вийшла 11 жовтня в Іспанії, 12 жовтня (обмеженим тиражем) — у США.

## Зміст
Актор — красень Майло Тіндл, приїжджає в шикарний будинок дуже популярного письменника детективних романів Ендрю Вайка, аби вмовити того дати розлучення своїй дружині, з якою Майло давно вже розділяє ліжко. Вайк погоджується на розлучення. Однак маститий винахідник детективних історій ставить умову: Майло повинен погодитися стати учасником хитромудрої авантюрної комбінації, у результаті якої кожен би отримав бажане і став на мільйон багатшим. Майло приймає умову.

## Ролі
| Актор          | Роль                              |
| -------------- | --------------------------------- |
| Майкл Кейн     | Ендрю Вайк                        |
| Джуд Лоу       | Майло Тіндл                       |
| Гарольд Пінтер | людина, яку показано у телевізорі |
| Кеннет Брана   | людина, яку показано у телевізорі |

## Знімальна група
- Режисер: Кеннет Брана
- Сценарист: Гарольд Пінтер за мотивами п'єси Ентоні Шаффера
- Продюсери: Джуд Лоу, Саймон Холфон (Simon Halfon), Том Стернберг (Tom Sternberg), Меріон Піловськи (Marion Pilowsky), Кеннет Брана, Саймон Мозлі (Simon Moseley)
- Співпродюсер: Бен Джэксон (Ben Jackson)
- Художник: Тім Гарві (Tim Harvey)
- Оператор: Гаріс Зембарлоукос (Haris Zambarloukos)
- Редактор: Нейл Фаррелл (Neil Farrell)
- Композитор: Патрік Дойл (Patrick Doyle)

- Виробництво Mandate Pictures, Castle Rock Entertainment, Riff Raff та Timnick Films під егідою Sony Pictures Classics.

Прокат в Росії — компанія «Парадиз» (з 27 березня 2008 року обмеженим числом копій). На DVD — з 24 квітня 2008 року.

## Цікаві факти
- У «Грі навиліт» Майкл Кейн грав Майло Тіндла, молодого перукаря, який прийшов умовити аристократа і ексцентрика Ендрю Уайк (Лоуренс Олів'є) дати дружині розлучення. У новій версії історії Майкл Кейн грає того самого Уайк, а Лоу, відповідно, Тіндла. Таким чином, Лоу двічі виступив наступником Кейна, зігравши «його» ролі в рімейках фільмів за участю Кейна (також у фільмі 2004 року «Алфі»)

## Нагороди
- 2007 — спеціальна відзнака премії «Блакитний лев» (нагороди Венеційського кінофестивалю)